# Katarina av Luxemburg
Katarina av Luxemburg, död 1395, var hertiginna av Österrike 1358 – 1365, som gift med Rudolf IV av Österrike.
Hon kunde genom förhandling som medlare undvika krig mellan Österrike och Böhmen.